# Heinek Ottó
Heinek Ottó (Mohács, 1960. február 6. – 2018. augusztus 20.) magyarországi német újságíró, közéleti vezető. Az 1990-es években a Nemzeti Etnikai és Kisebbségi Hivatalnál vezető, 1995 és 1999 között a hivatal elnökhelyettese. 1999-től haláláig a Magyarországi Németek Országos Önkormányzatának elnöke.

## Életpályája
Mohácson született, de általános iskolai tanulmányait Borjádon végezte. 1978-ban érettségizett le a pécsi Leöwey Klára Gimnáziumban, majd sorkatonai szolgálatának teljesítése után megkezdte tanulmányait a pécsi Janus Pannonius Tudományegyetem (2000-től Pécsi Tudományegyetem) Bölcsészettudományi Kar magyar-német szakán, ahol 1983-ban szerzett diplomát. Ezt követően a német nyelvű Neue Zeitung munkatársa lett. Itt 1990-ig dolgozott, időközben a MÚOSZ Újságíró Iskoláját is elvégezve. A rendszerváltást követően a Miniszterelnöki Hivatalhoz került, ahol kormánytanácsosként dolgozott a Nemzeti Etnikai és Kisebbségi Hivatalnál. Még ugyanebben az évben főosztályvezetővé, majd 1995-ben a hivatal elnökhelyettesévé nevezték ki. Az 1999-es országos kisebbségi önkormányzati választáson megválasztották a Magyarországi Németek Országos Önkormányzatának elnökévé, tisztségében 2003-ban, 2007-ben, 2011-ben és 2015-ben megerősítették.
A 2014-es országgyűlési választáson, amikor a magyarországi nemzetiségek önálló listát állíthattak, a német önkormányzat listájának vezetője volt, ezzel a magyarországi németek országgyűlési szószólójává választották, de még az új Országgyűlés megalakulása előtt lemondott tisztségéről. (A kedvezményes kvóta eléréséhez túl kevesen regisztráltak.) Helyette Ritter Imre lett a német nemzetiségi szószóló. A 2018-as országgyűlési választáson a német nemzetiségi lista második helyét foglalta el.
Közéleti tevékenységén túl számos német nyelvű cikk és publikáció szerzője. Nős, házasságából egy fiúgyermek született.